# فرد غراهام
فرد غراهام (بالإنجليزية: Fred Graham) هو لاعب كرة قدم أمريكية أمريكي، ولد في 11 ديسمبر 1900 في ماسونتاون في الولايات المتحدة، وتوفي في 29 أغسطس 1952.

## وصلات خارجية
- فرد غراهام على موقع مرجع كرة القدم المحترفة.كوم (الإنجليزية)